# Drown (film)
Drown (tj. Utonutí) je australský hraný film z roku 2015, který režíroval Dean Francis podle vlastního scénáře. Film popisuje vztahy ve skupině záchranářů na pláži. Snímek měl světovou premiéru na Mardi Gras Film Festivalu 4. března 2015.

## Děj
Len pracuje, stejně jako kdysi jeho otec, jako záchranář na pláži. Len je nejlepší v týmu a dává to každému s oblibou najevo. Když nastoupí nový záchranář Phil, rozpozná v něm hrozící konkurenci. Přesto pociťuje k Philovi určitou citovou náklonnost, které se však vzpíná. Phil je gay, a když to Len zjistí, surově ho napadne. Posléze dostane plán, jak Phila zabít a tím v sobě potlačit jakékoliv případné homosexuální sklony.

## Obsazení
| Matt Levett   | Len Smithy   |
| Jack Matthews | Phil         |
| Harry Cook    | Meat         |
| Jayr Tinaco   | Dan          |
| Maya Stange   | tonoucí žena |